# Ariarate VIII di Cappadocia
Ariarate VIII Epifane (in greco antico: Ἀριαράθης Ἐπιφανής, Ariaráthēs Epiphanḗs; fl. 101-95 a.C.) fu re di Cappadocia nel 101–96 ca. a.C. e nel 95 a.C..

## Biografia
Era il secondo figlio di Ariarate VI e sua moglie Laodice. Salì al trono quando i nobili cappadociani si ribellarono contro Mitridate VI, re del Ponto, e suo figlio, il re fantoccio Ariarate IX. Venne velocemente scacciato dal regno da Mitridate, e fra breve morirà di morte naturale. Dalla morte di questi due figli di Ariarate VI, la famiglia reale si estinse.
Mitridate rimise al trono suo figlio Ariarate (IX), dell'età di solo otto anni. Nicomede spedì un'ambasciata a Roma per far valere la rivendicazione al trono di un adolescente, il quale - così egli pretendeva - fosse il terzo figlio di Ariarate VI e Laodice. Mitridate anche, con uguale sfacciataggine, riferisce Giustino, mandò un'ambasciata a Roma per sostenere che l'adolescente, allora fatto salire al trono, fosse un discendente di Ariarate V, caduto in guerra contro Aristonico. Il senato, tuttavia, non lo assegna a nessuno dei pretendenti, ma conferisce la libertà ai cappadociani e, nel 95 a.C., ordinava di deporre Ariarate IX. Dopo un breve periodo di governo pontico  diretto e una breve restaurazione di Ariarate VIII, un tentativo di instaurazione di una repubblica venne fatto dal senato romano. Ma poiché la gente desiderava un re, i Romani permisero loro di scegliere chiunque piacesse loro, e la loro scelta cadde su Ariobarzane I Filoromano.